# Öxará

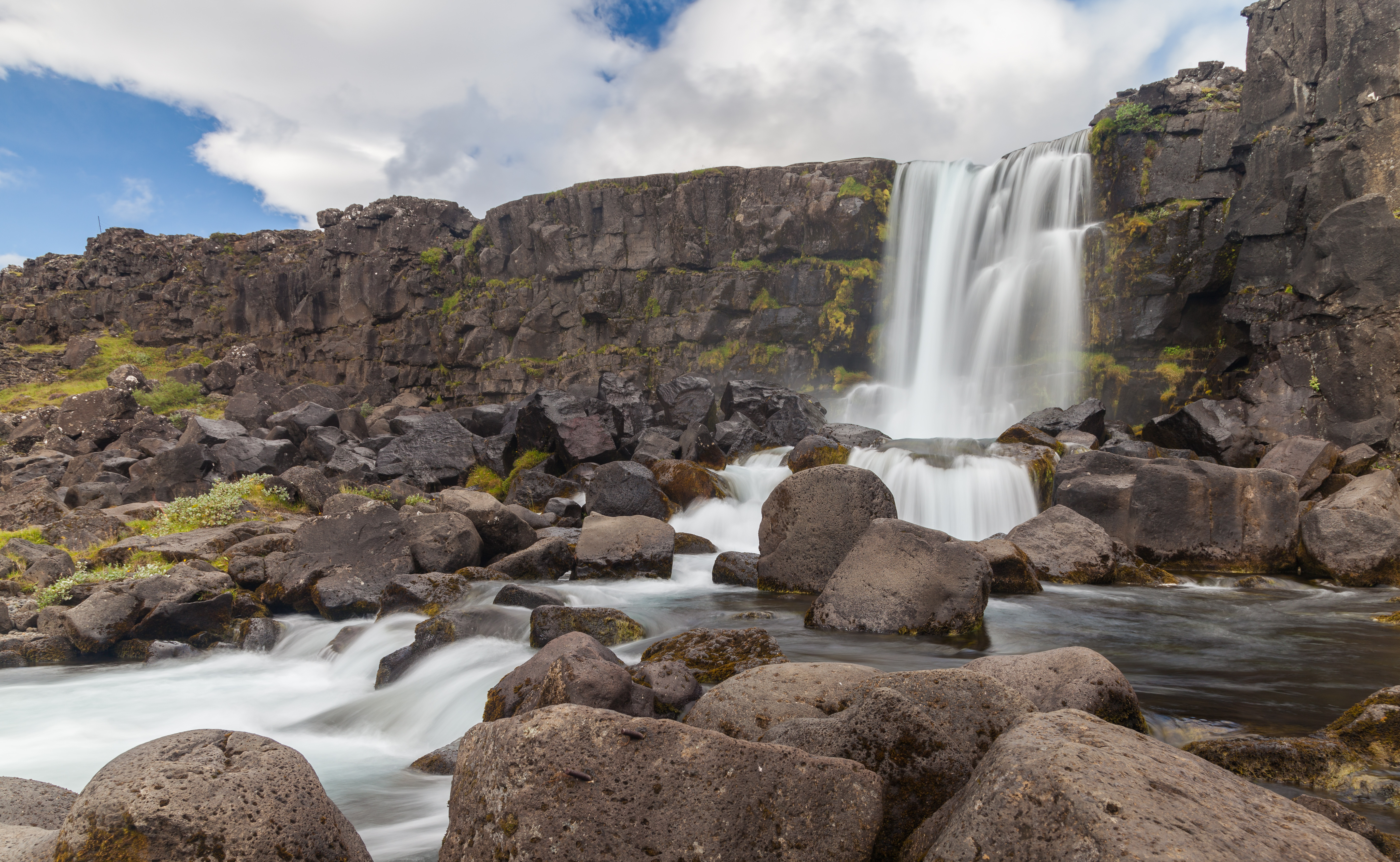
Öxaráfoss.

Öxará (z isl. „topór”) – rzeka na Islandii, w Parku Narodowym Þingvellir. Rzeka kończy się wodospadem Öxaráfoss.